# えんにち
えんにちは、吉本興業所属のお笑いコンビ。NSC東京校9期生。2017年12月31日解散。

## メンバー
アイパー滝沢（アイパーたきざわ、本名：滝沢敦史（たきざわ　あつし）、1974年9月18日 - ）（50歳）
- 血液型はB型（2009年4月21日の望月公式ブログの返信コメントより）。

望月リョーマ（もちづき リョーマ、本名：望月遼馬（もちづき りょうま）、1983年10月31日 - ）（41歳）
- 血液型はAB型（2009年4月21日の本人公式ブログの返信コメントより）。
- 2015年7月7日に開催されたイベント「大宮セブン 七夕発表会」にて、離婚していたことを公表した[1]。

## 略歴
2014年11月、大宮ラクーンよしもと劇場を中心に活動する芸人で構成される「大宮セブン」のメンバーに選ばれる。
2015年7月7日、大宮セブンと並行してさいたま市住みます芸人に就任。
2017年12月31日をもって解散し、望月リョーマは芸人を引退することが発表された。

## 出演
コンビでの出演番組のみ掲載。アイパー滝沢の出演は本人の項を参照。
- ヨシモト∞（ヨシモトファンダンゴTV）2006年8月までは日曜日の前説レギュラー、2006年9月からは水曜日の前説レギュラー
- 笑いの金メダル（テレビ朝日、2006年 - 2007年）勝ち抜きワンミニッツショー・笑金スター誕生!、5週勝ち抜きで2代目チャンピオンに輝く
- 爆笑オンエアバトル（NHK総合）戦績10勝0敗 最高509KB
  - 第10回チャンピオン大会 ファイナル10位
  - 第11回チャンピオン大会 セミファイナル7位敗退
- オンバト+（NHK総合）戦績5勝0敗 最高521KB
  - 第1回チャンピオン大会 ファーストステージ12位敗退
- PLAY!AWA'S 〜美と笑いの大お見せ合いパーティ〜（GyaO、2007年）
- リンカーン（TBSテレビ、2008年）
- ものまねバトル☆CLUB（日本テレビ、2008年2月21日）
- 爆笑レッドカーペット（フジテレビ、2008年5月14日）
- 月刊MelodiX!（テレビ東京、2008年7月27日）
- 新春ピンクカーペット（フジテレビ、2009年1月1日）レッドカーペットも含むキャッチコピーは「坊ちゃん嬢ちゃん寄っといで」
- お笑いDynamite!（TBSテレビ、2007年12月29日）キャッチコピーは「今夜は矢沢永吉一直線」
- 少年タカトシ（BSジャパン、2009年2月28日）
- U・LA・LA@7（TOKYO MX、2009年4月7日） - 『よしもとうららちゃん』コーナー
- 情報プレゼンター とくダネ!（フジテレビ、2009年6月3日）
- スッキリ!!（日本テレビ、2009年8月21日）
- めざましテレビ（フジテレビ、2009年8月26日）
- 日10☆演芸パレード（毎日放送・TBS系、2013年6月2日初出演）
- おはスタ（テレビ東京、2014年2月24日） - 『ひなこ姫を起こせ!』に出演
- 火花 第2話（Netflix、2016年6月3日）

## 単独ライブ
- 2008年
  - 3月28日 - 「デコトラ純情物語」（新宿シアターモリエール/東京）初単独
- 2010年
  - 2月20日 - 「38マイクと唐獅子牡丹」（シアターブラッツ/東京）
- 2015年
  - 9月20日 - 「第1回えんにち祭りフェスティバル〜90分ネタスペシャル〜」（さいたま市民会館おおみや/埼玉）
- 2016年
  - 12月30日 - えんにち結成10周年記念単独ライブ「極める道」（ルミネtheよしもと/東京）